# 高子沼グリーンランド
高子沼グリーンランド（たかこぬまグリーンランド）は、福島県福島市にかつて存在した遊園地である。阿武隈川と高子沼（福島県伊達市）の間にある丘陵地に位置した。

## 歴史
1973年（昭和48年）、「高子沼ファミリーランド」として開業。
1982年（昭和57年）、経営難から南海興業株式会社が経営を肩代わりして「高子沼グリーンランド」としてリニューアルオープン。
1988年（昭和63年）、佐川冷蔵株式会社（→郡山スケートセンター株式会社、現・株式会社 ケー・エス・シー）が運営権を取得。
1992年（平成4年）、郡山スケートセンターにより買収。
1999年（平成11年）、施設の老朽化や客足の減少を理由に営業の継続を断念し、閉鎖。
2006年（平成18年）後半頃、1999年の閉鎖から放置されていた遊具類が撤去された。
2014年（平成26年）時点で、現地にはソーラーパネルが設置されており、遊園地としての面影はなくなっている。

## 概要
オープン当時は、県内初の遊園地として知られた。ジェットコースターやゴーカート、観覧車などの遊戯施設、ウサギ園などが園内にあった。昆虫標本館や動物を展示するコーナーなども設けられており、ウサギや日本猿、クジャクなど様々な動物を見る事ができた。他にも鹿園やウサギ園、アイススケート場、ピクニック広場などもあった。1982年のリニューアルオープン当初の営業時間は9：30－17：00（夏休み期間9：00－18：00）で、入園料は大人（中学生以上）500円、子供（3歳以上）300円。各アトラクションごとに利用料金がかかるシステムだった。経営末期には、春・夏休みを除く水曜日 - 金曜日が休日で、冬期間は土・日のみの営業となっていた。
1999年の閉鎖後、建物や遊具などが撤去されずに放置されていたことから遊園地の廃墟として雑誌や廃墟愛好家の個人ブログなどで度々紹介された。また、映像作品のロケ地やゲームなどの舞台のモデルとしても使用されている。なお、「過去に死亡事故があった」といった都市伝説と共に語られることがあるが、実際には営業中に死亡事故が起きたという報道はない。
- 2003年（平成15年）に公開された映画『仮面ライダー555 パラダイス・ロスト』のロケが行われた。
- 2006年（平成18年）にソニー・コンピュータエンタテインメントが発売したホラーゲーム『SIREN2』に、廃墟と化した観覧車が登場している。
- 同年、 OVA『FREEDOM』において、宇多田ヒカルが歌うオープニング曲『This Is Love』に廃墟の映像として登場している。
- 2009年（平成21年）8月、怪奇創作サイト『SCP財団』の『SCP-823 - Carnival of Horrors』記事内で、高子沼グリーンランドの廃墟写真が使用された（その後、2020年8月に出展不明の画像として削除されている）。

## 主なアトラクション
- 観覧車
- アドベンチャーコースター
- お化け屋敷
- ボブスター（トーゴ製）
- フライングエレファント
- ダックス
- ゴーカート
- スカイサイクル
- ゲームコーナー
- ツイスター
- ツインドラゴン
- メリーゴーランド
- SL
- チェーンタワー
- 滑り台

## 所在地・アクセス
所在地
- 福島県福島市瀬上町沼西1

アクセス
- 阿武隈急行阿武隈急行線・向瀬上駅または高子駅から徒歩15分
- 福島県道4号福島保原線
  - 福島交通路線バス「沼頭」バス停